# Цзяньчжи

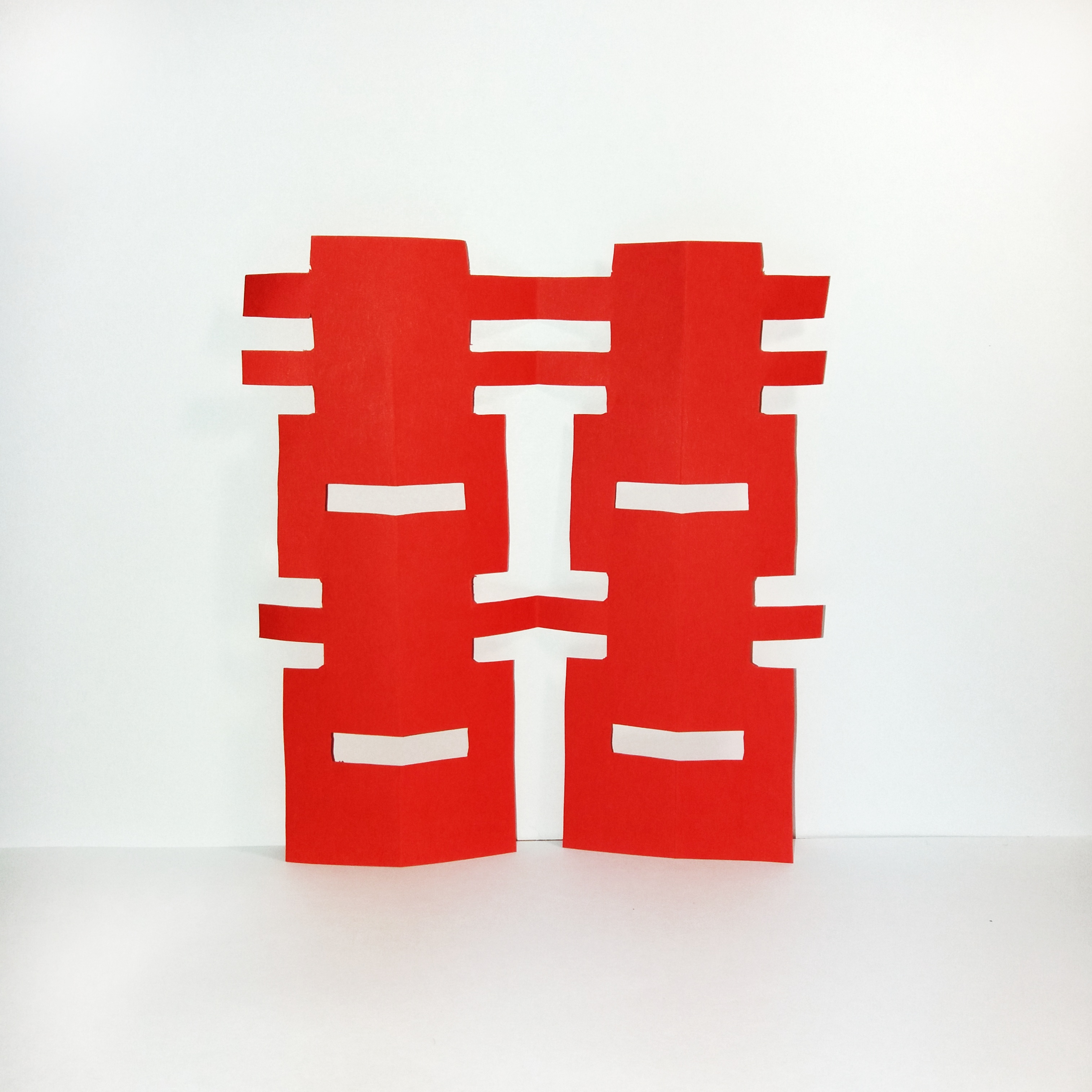
Ієрогліф «Подвійне щастя»

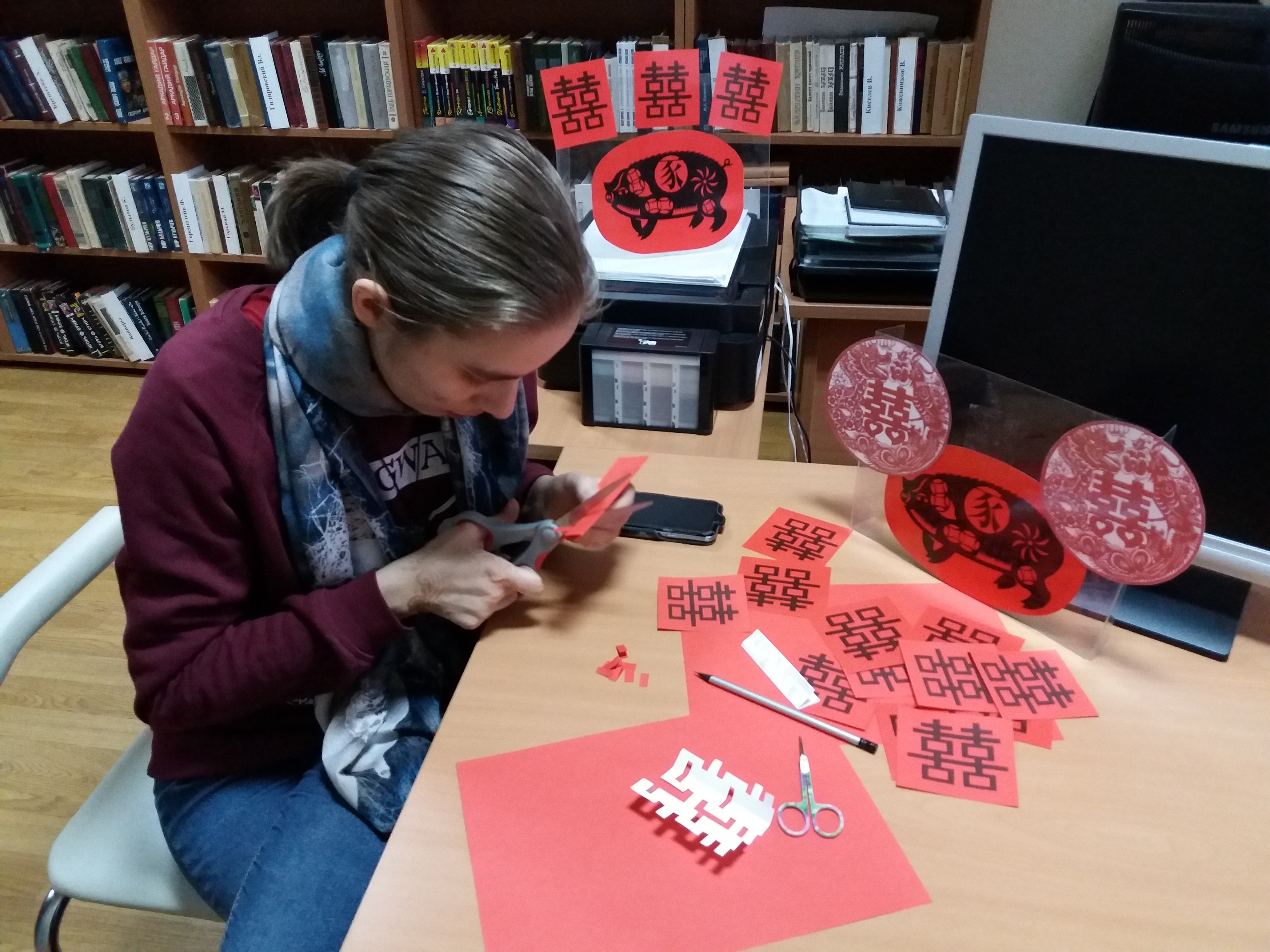
Цзяньчжи (мистецтво вирізання з паперу)

Цзяньчжи (剪纸 Jiǎnzhǐ) — мистецтво вирізання візерунків з паперу. Один з видів традиційного народного декоративно-прикладного мистецтва Китаю, який недавно був віднесений ЮНЕСКО до числа світової культурної спадщини.

## Історія цзяньчжи
Мистецтво вирізання з паперу має довгу історію, воно виникло за часів династій Шан або Чжоу і передавалося з покоління. Основним сюжетом цих творів з паперу є праця і життя простого народу. Візерунки з паперу, створювані в повіті Аньсай провінції Шаньсі широко відомі у всьому світі.
Вирізання з паперу — один із найпопулярніших видів народної творчості в Китаї. За даними археологів воно бере свій початок у VI ст Існує також думка, що його історія почалася на кілька сотень років раніше. Спочатку вирізані візерунки використовували в релігійних ритуалах або для прикраси інтер'єру.

## Цзяньчжи в релігійних ритуалах
У стародавні часи китайці часто вирізали з паперу зображення різних предметів або фігурки людей і клали їх у труну разом з тілом покійного, або спалювали на похоронах. Подібний звичай досі можна зустріти в деяких місцях за межами Китаю. Зображення, вирізані з паперу, зазвичай мають символічне значення, тому вони стали частиною релігійних ритуалів. Крім того, ці оригінальні візерунки були знайдені в якості прикрас жертовних дарів на церемонії вшанування богів і предків.
У ХХ — на початку ХХІ століття паперові візерунки почали використовувати для прикраси інтер'єру, ними декорують стіни, двері, вікна, колони будинку, дзеркала, лампи і ліхтарі. Вони також використовуються для прикраси подарунків, а іноді самі служать подарунком. Можуть служити візерунки служили зразками для вишивки і орнаментів лакових виробів.

## Види цзяньчжи
Вирізання буває двох видів:
1. вирізання за допомогою ножиць, використовуючи відразу декілька листків паперу (зазвичай не більше 8 листків за один раз). Майстри клеять їх на папір і за допомогою гострого ножа доводять візерунок до досконалості.
2. вирізання за допомогою ножа. Спочатку папір кілька разів складають, кладуть його на пухкий клей, зроблений з попелу і жиру тварин, потім ретельно вирізують на папері візерунок, тримаючи ніж в руці вертикально, і обробляють його за заготовленим зразком. Перевага другого способу полягає в тому, що він дозволяє одночасно вирізати відразу кілька візерунків.

У селі вирізанням з паперу займаються в основному дівчата і жінки. За традицією, опанувати цю майстерність зобов'язана була кожна дівчина, крім того, це було одним з важливих критеріїв вибору нареченої.
Професійними майстрами найчастіше ставали чоловіки, так як тільки вони мали можливість займатися цим ремеслом в спеціальних майстернях.

## Джерело
- Мистецтво вирізання з паперу — «Цзяньчжу» на jak.bono.odessa.ua

1. 1 2  Representative List of the Intangible Cultural Heritage of Humanity, Liste représentative du patrimoine culturel immatériel de l’humanité, Lista Representativa del Patrimonio Cultural Inmaterial de la Humanidad